# Calle de Casado del Alisal

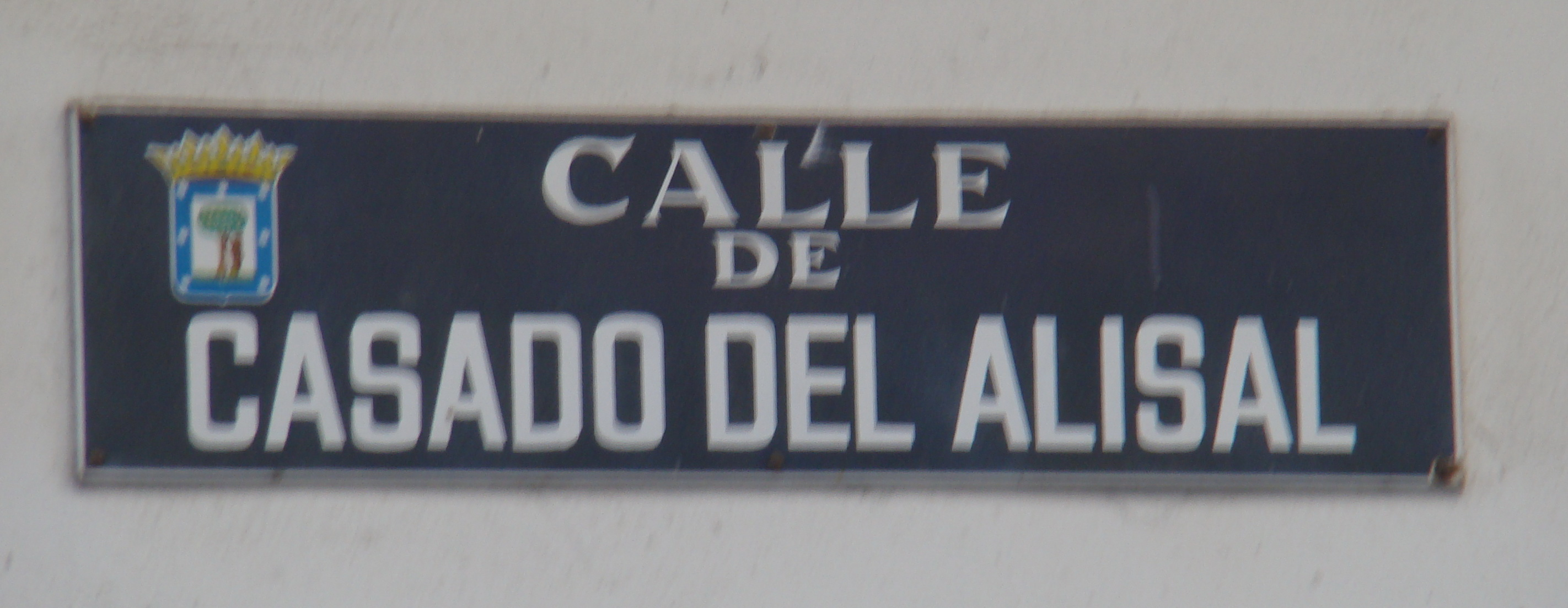
Placa del ayuntamiento

La calle de Casado del Alisal es una vía de Madrid situada en el barrio de los Jerónimos, entre la calle de Ruiz de Alarcón y la de Alfonso XII. Está dedicada al pintor de historia José Casado del Alisal (1832-1886), primer director de la Real Academia de España en Roma en 1881, y miembro de la Real Academia de Bellas Artes de San Fernando.

## Situación y edificios notables
Esta breve calle asciende en línea recta y en sentido oeste-este desde la parte posterior del museo del Prado hacia el Buen Retiro. Urbanizada en el inicio de la década de 1880, su modesta historia queda asociada al conjunto de construcciones que en ella se conservan. En su número 8 está la delegación de la Junta de Galicia en Madrid.

### Edificios para Enrique Gutiérrez

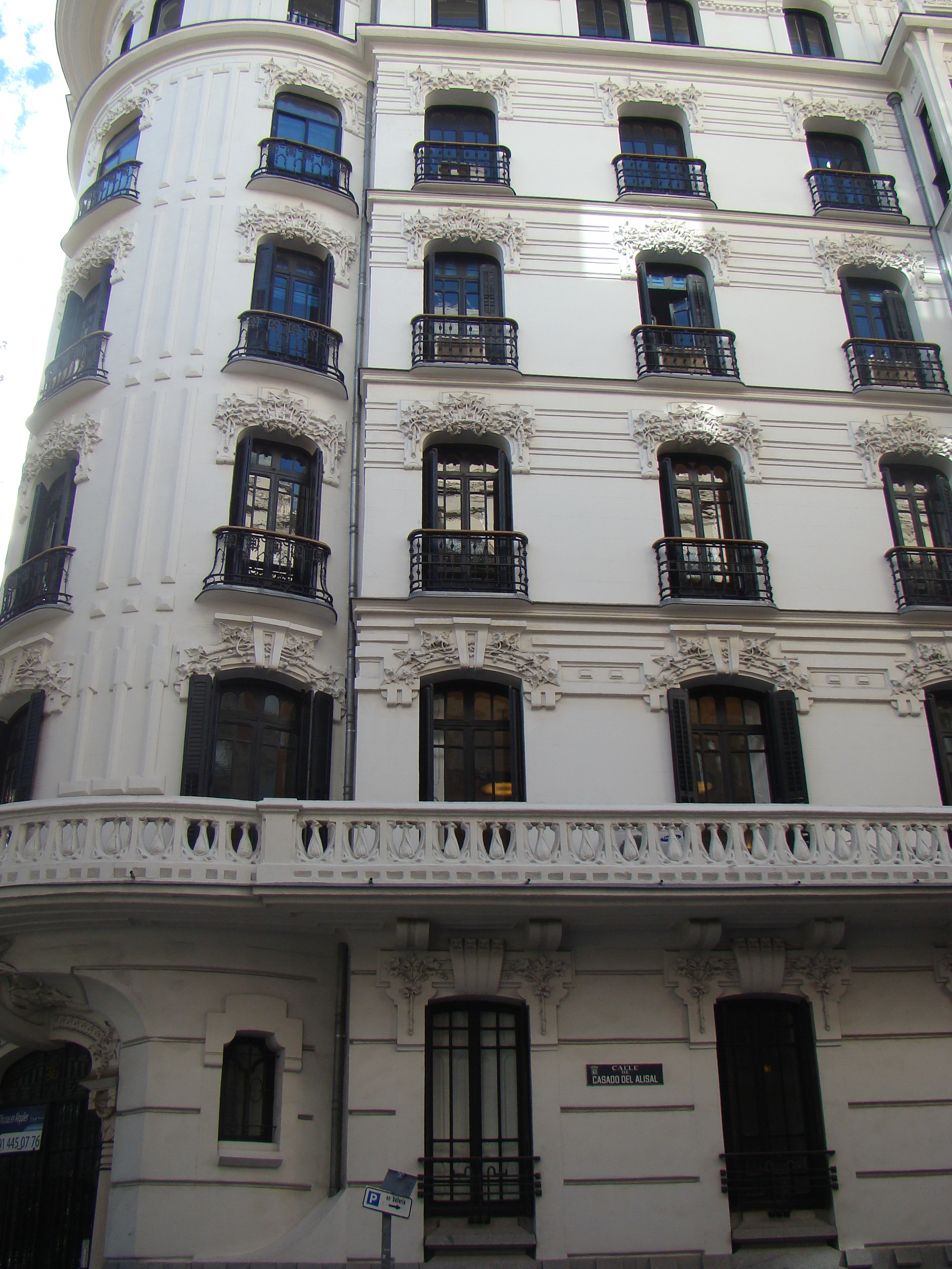
Edificio modernista de García Nava, en la esquina con Alfonso XII

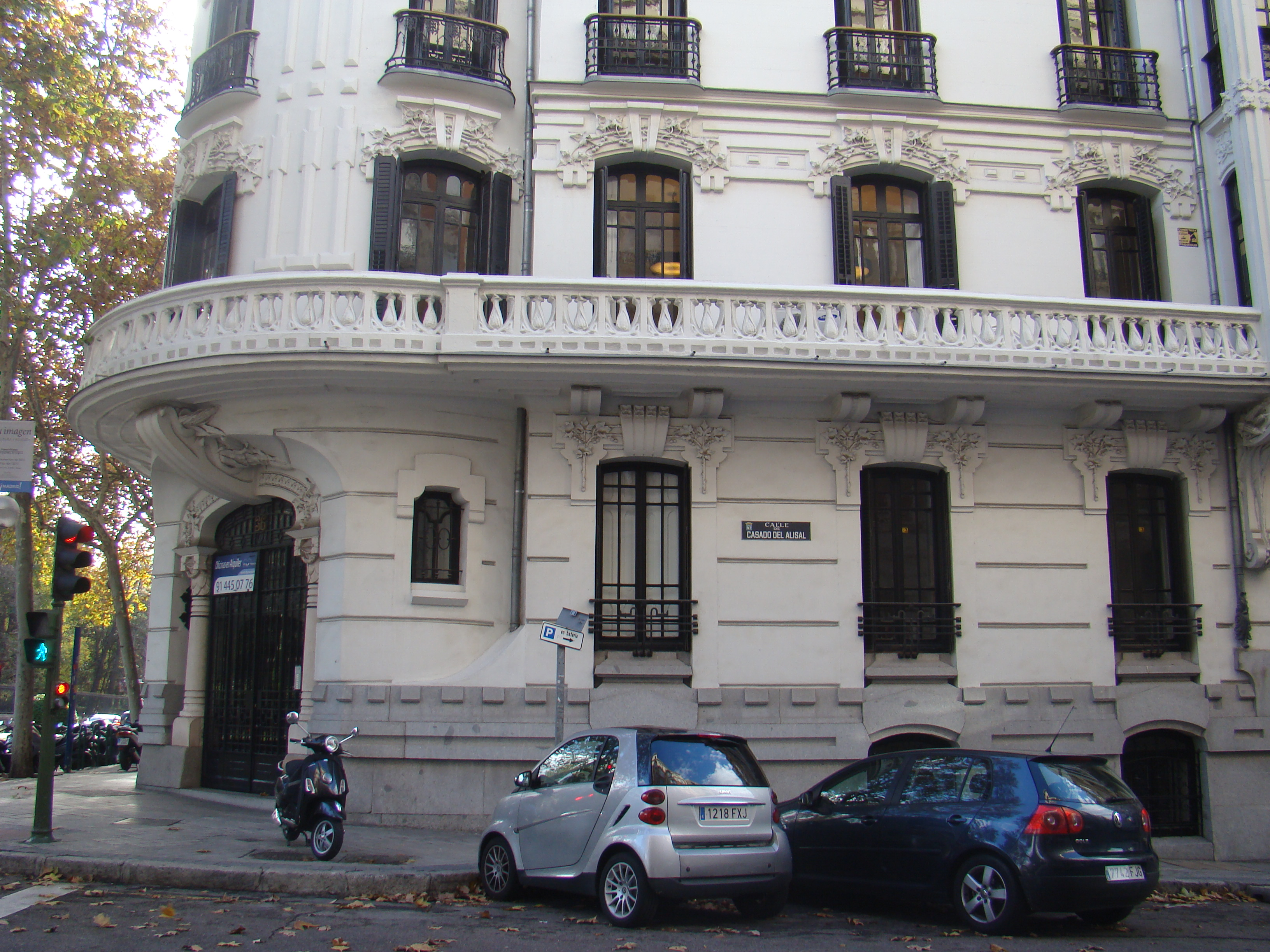
Se aprecia la puerta de entrada y su gran ménsula

Son dos edificios cuya entrada principal se encuentra por la calle de Alfonso XII números 36 y 38 frente a los jardines de El Retiro, con vuelta a las calles de Alberto Bosch (ingeniero y político) y Casado del Alisal, ambas fachadas igualmente importantes. 
Los dos edificios ocupan en bloque un extenso solar. Fueron diseñados por el arquitecto municipal Francisco García Nava entre 1912 y 1914 con un estilo que entra dentro del apogeo del modernismo madrileño (1905-1914). En su construcción sobresalen las dos rotondas de las esquinas rematadas por una cúpula; en la fachada principal hay dos cuerpos de miradores (balcoles cerrados enteramente por cristales) mientras que en las fachadas laterales hay uno situado al final ya en la esquina. El acceso a las viviendas lo tienen a través de una puerta artística delimitada por dos columnas sobre las que se apoya un arco escarzano. Desde debajo de la primera balconada corrida abalaustrada sale una gran ménsula adornada con motivos vegetales que aparentan ser unas mazorcas de maíz. Tras la entrada aparece el zaguán bastante espacioso. Las tres fachadas están labradas y los vanos se adornan con motivos vegetales y geométricos esquematizados.
En el interior destaca la escalera y la barandilla y de manera especial las vidrieras realizadas por los hermanos Mauméjean, adornadas con dibujos de flores de estilo modernista. En uno de los cristales se aprecia la firma de los vidrieros:

J.H. Maumejean Hermanos

Castellana 64 Madrid